# بوحیری
بوحیری،روستایی از توابع بخش مرکزی شهرستان دشتی استان بوشهر ایران است.

## جمعیت
این روستا در دهستان مرکزی دشتی قرار دارد و بر اساس سرشماری سال ۱۳۸۵ آمار رسمی جمعیت آن (۲۰۶ خانوار) ۹۴۴ نفر می‌باشد.